# Consolaciones (Liszt)

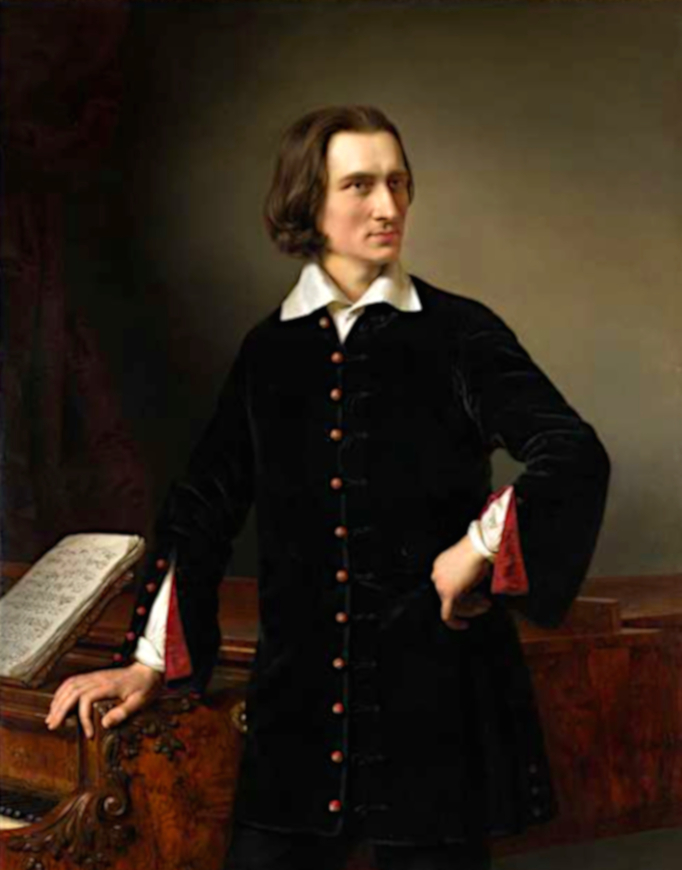
Liszt - 1847

Las Consolaciones (en alemán: Tröstungen) son un conjunto de seis obras para piano solo de Franz Liszt. Las composiciones toman la forma musical de Nocturnos  y cada una tiene su propio estilo distintivo.  Cada Consolación está compuesta en clave de mi mayor o re ♭ mayor. Mi mayor es una clave que Liszt utilizaba habitualmente para temas religiosos.  
Existen dos versiones de las Consolaciones. La primera ( S.171a ) fue compuesta por Liszt entre 1844 y 1849  y publicada en 1992 por la editorial G. Henle Verlag.  La segunda ( S.172 ) fue compuesta entre 1849 y 1850  y publicada en 1850 por Breitkopf & Härtel, y contiene la conocida Consolación n.º 3, Lento plácido, en re ♭ mayor.   

## Título
La fuente del título Consolaciones puede haber sido el poema de Lamartine "Une larme, ou Consolation" de la colección de poesía Harmonies poétiques et religieuses (Armonías poéticas y religiosas).  El ciclo de piezas para piano de Liszt, Harmonies poétiques et religieuses se basa en la colección de poemas de Lamartine.  Otra posible inspiración para el título son las Consolaciones del literato y crítico francés Charles Sainte-Beuve.   Las Consolaciones de Sainte-Beuve, publicada en 1830, es una colección de poesía de la época romántica donde se ensalza la amistad como consuelo por la pérdida de la fe religiosa. 
Las Consolaciones también se conocen como Six pensées poétiques (Seis pensamientos poéticos). Este título no se utilizó para la publicación de Breitkopf de 1850, ya indicada, sino para un conjunto publicado poco después, ese mismo año, por el Bureau Central de Musique de París. 

## Consolaciones, S.171a
Las Consolaciones, S.171a, constan de seis composiciones para piano.  
1. Andante con moto (mi mayor)
2. Un poco più mosso (mi mayor)
3. Lento, cuasi recitativo (mi mayor [14] / do sostenido menor [15] )
4. Quasi Adagio, cantabile con devozione (D ♭ mayor)
5. Andantino (mi mayor) – "Madrigal"
6. Allegretto (mi mayor)

Compuestas entre 1844 y 1849,  son la primera versión de las Consolaciones de Liszt y quedaron inéditas hasta que fueron publicadas por primera vez en 1992 por G. Henle Verlag.  Las partituras manuscritas se encuentran en los archivos Goethe y Schiller de Weimar. 
La Tercera Consolación es un arreglo de una canción popular húngara que luego sería reutilizada por Liszt en su Rapsodia húngara n.° 1, S.244/1.  La Quinta Consolación es la más antigua de las composiciones y data de 1844. En una partitura manuscrita antigua, la Quinta Consolación se titula “Madrigal”.   Liszt dedicó el Madrigal a un amigo suyo, un intendente de Weimar llamado M. de Ziegäser. 

## Consolaciones, S.172
Las Consolaciones, S.172, constan también de seis composiciones para piano.  
1. Andante con moto (mi mayor)
2. Un poco più mosso (mi mayor)
3. Lento plácido (re ♭ mayor)
4. Cuasi Adagio (re ♭ mayor)
5. Andantino (mi mayor)
6. Allegretto sempre cantabile (mi mayor)

Compuestas entre 1849 y 1850,  son la segunda versión de las Consolaciones de Liszt. Al ser publicada esta versión de las Consolaciones es más conocida que la primera y fue publicada en 1850 en Leipzig por Breitkopf & Härtel.  En comparación con la primera versión de las Consolaciones, la Tercera Consolación original (S.171a/3) fue reemplazada por una nueva Consolación (Lento Placido en re ♭ mayor) y las otras Consolaciones restantes se simplificaron. 

### Consolaciones n° 1 y 2
La primera de las Consolaciones está en mi mayor y marcada inicialmente como Andante con moto. Es la más corta del conjunto y consta de sólo 25 compases.  La Consolación nº 2 también está en mi mayor e inicialmente está marcada como Un poco più mosso. A menudo se toca directamente después de la primera, sin interrupción. 

### Consolación n.º 3

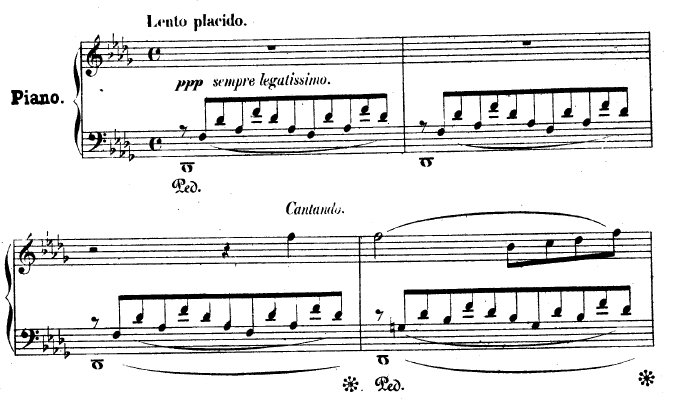
Consolación nº 3, primeros compases

La Tercera Consolación está en re ♭ mayor e inicialmente marcada como Lento placido. Es la más popular de las Consolaciones    y también una de las piezas favoritas de los pianistas para el bis. 
Su estilo es similar a los Nocturnos de Chopin;  en particular, parece haberse inspirado en Nocturno Op. 27 núm. 2 de Chopin.  La similitud entre ambas obras se ha interpretado como un homenaje a Chopin, fallecido en 1849, un año antes de la publicación de las Consolaciones .  Sin embargo, este Tercera Consolación es una de las varias obras de Liszt que adoptan un estilo que recuerda al de Chopin; algunos ejemplos incluyen las Polonesas, la Berceuse, la Mazurka brillante y las Baladas de Liszt. 

En 1883, muchos años después de componer esta Consolación, Liszt recibió un piano de cola de la Steinway Company con un diseño que incluía un pedal de sostenido.  Liszt comenzó a transcribir esta Consolación para el nuevo pedal de sostenido y en una carta a Steinway escribió:
En relación al uso de su bienvenido pedal de sostenido de tono le adjunto dos ejemplos: Danse des Sylphes, de Berlioz, y la nº 3 de mis Consolaciones. Hoy he anotado sólo los compases introductorios de ambas piezas, con la condición de que, si lo desea, con gusto completaré toda la transcripción, con la adaptación exacta de su pedal de sostenido. 
Liszt recomendó un uso moderado del pedal de sostenido en la interpretación de esta Consolación y recalcó el efecto positivo que tendría en los pasajes más tranquilos. 

### Consolación No. 4

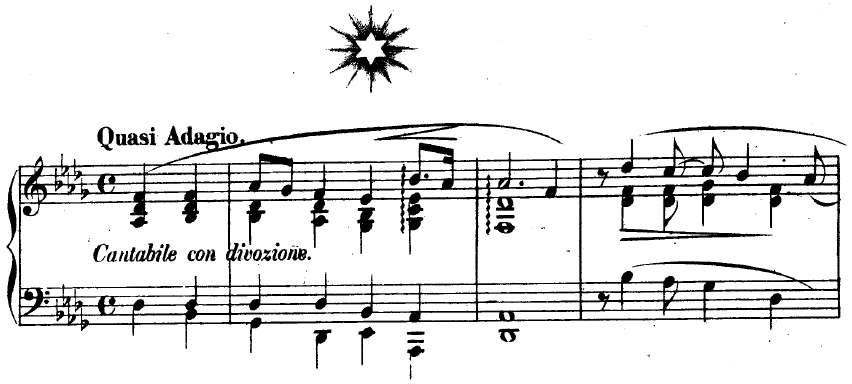
Consolación nº 4, primeros compases

La consolación n.° 4 está en re ♭ mayor e inicialmente está marcada como Quasi adagio . Compuesta en 1849,  también se la conoce como Stern -Consolation (Consolación de la estrella) debido a la estrella blanca de seis puntas que aparece en la partitura impresa.  Esta Consolación se inspiró en un Lied escrito por María Pavlovna, la gran duquesa de Sajonia-Weimar-Eisenach.   El clima de la composición ha sido descrito como "eclesiástico-religioso"  y "parecido a una oración". 
Más tarde, Liszt reutilizó el tema de esta Consolación en la sección Andante sostenuto / quasi adagio de su famosa Sonata para piano en si menor. 

### Consolación No. 5

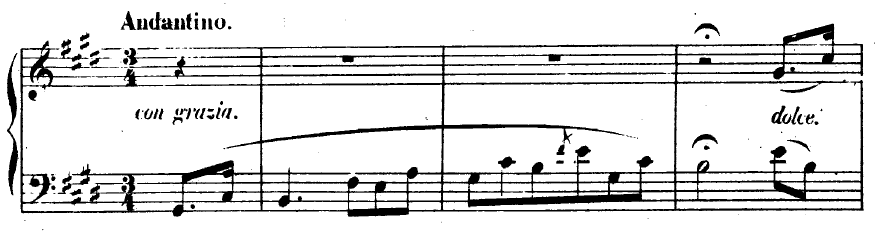
Consolación nº 5, primeros compases

La Consolación n.° 5 está en mi mayor. Inicialmente está marcada como Andantino. La Consolación tiene un estilo vocal de cantilena.   Esta Consolación tiene la genealogía más antigua, habiendo sido reelaborada a partir del "Madrigal" de la versión anterior de las Consolaciones.    Comparada con el Madrigal anterior, esta Consolación: 
- es más corta, con 56 compases frente a los 69 del Madrigal;
- comparte varias secciones con melodías similares;
- emplea armonías más simples;
- y es rítmicamente menos rígida.

### Consolación No. 6

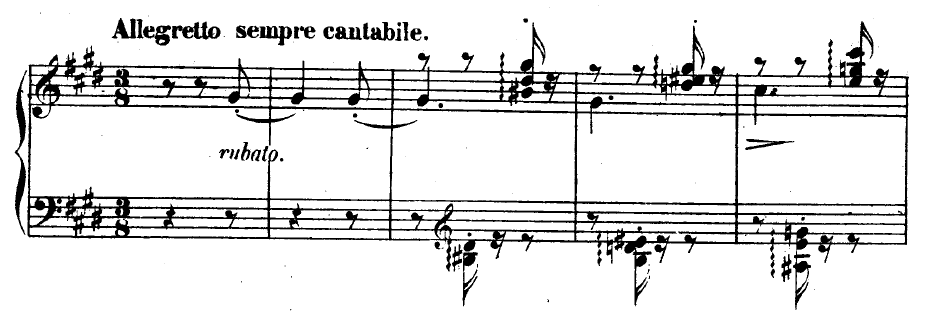
Consolación nº 6, primeros compases

La sexta y última Consolación está en mi mayor. Inicialmente está marcada como Allegretto semper cantabile y es la más larga de las Consolaciones con un total de 100 compases. Es la más exigente técnicamente de las Consolaciones.  La obra ha sido descrita por Carl Lachmund, uno de los alumnos de Liszt, como más característica del estilo de Liszt que la más reconocida la Tercera Consolación en re ♭ mayor.  Lachmund da una idea del estilo en el que Liszt interpretó la Consolación, afirmando:
Liszt tocó cada nota de la melodía como si fuera un pensamiento poético significativo, cuyo efecto se acentuaba porque usaba el pulgar para cada una de estas notas y dejaba caer la mano de manera lánguida mientras lo hacía. Se detenía ligeramente aquí o allá en una nota como si estuviera en trance y luego reanudaba el movimiento sin dejar la sensación de que el tiempo hubiera sido perturbado. No recuerdo las medidas particulares con las que hacía esto; pero incluso entonces sentí que podría hacerlo en un lugar diferente cada vez que tocara la pieza. 